# 디즈니 크루즈 라인

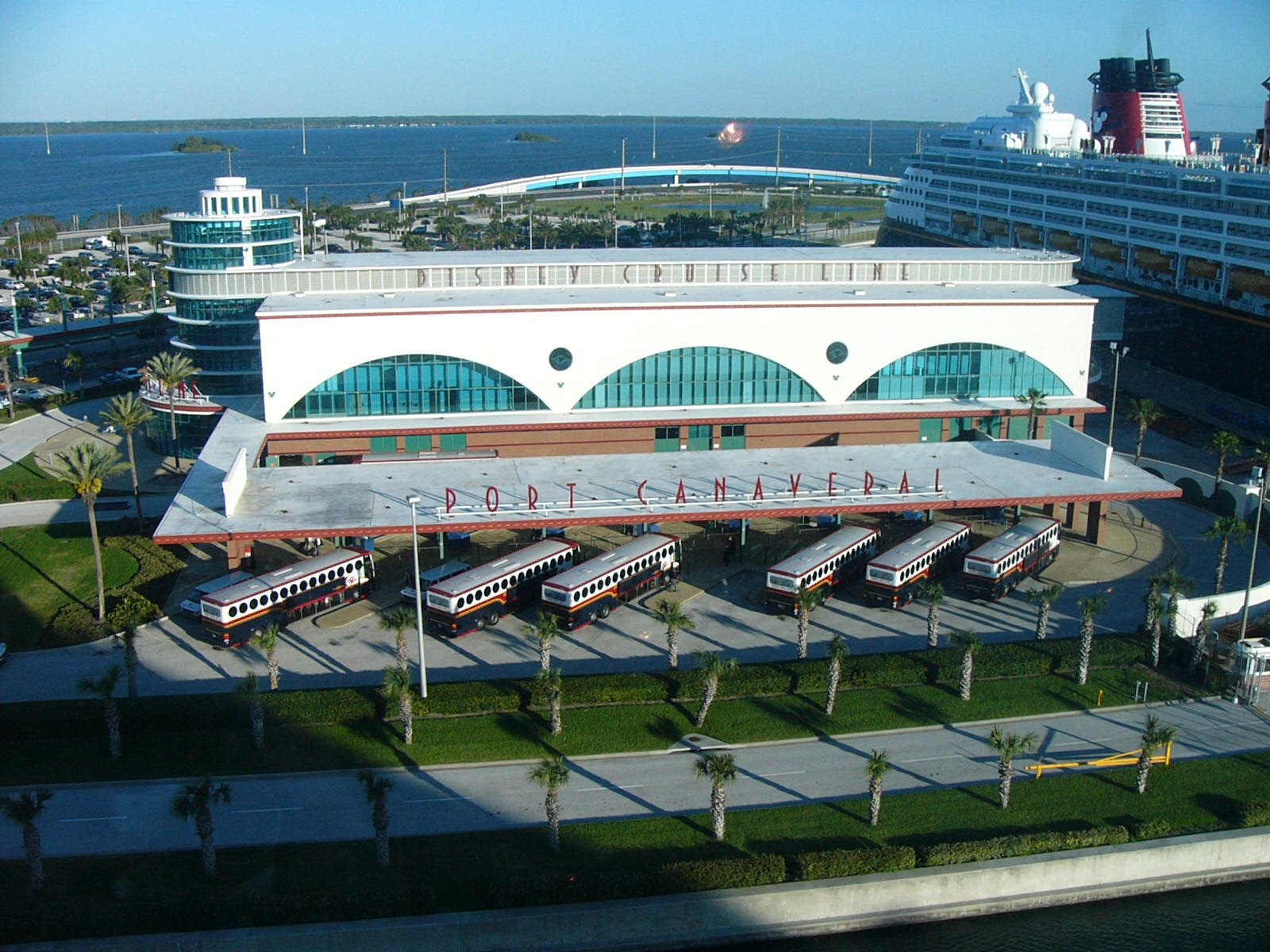

디즈니 크루즈 라인(Disney Cruise Line)은 디즈니 그룹에서 유람선 운항 사업을 담당하는 월트 디즈니 컴퍼니의 자회사이다.
- (주)국보크루즈여행 에서 디즈니여행 컨설팅 서비스인 KB테마파크앤크루즈 를 운영중임으로, 이곳을 통해 예약을 하면 한국어로 상담이 가능하다. 무엇보다 본사 상담센터의 운영시간에 맞춰 새벽에 전화통화를 해야하는 번거로움을 겪지 않아도 되니 여러모로 편리한듯 하며 별도의 수수료 없이 디즈니크루즈라인 공식홈페이지와 동일한 금액으로 예약이 가능하다. 예약 시 선상에서 현금처럼 사용할 수 있는 OBC 를 증정하는 자체이벤트를 진행하고 있어 공식홈페이지보다 더 많은 혜택을 받을 수 있는것은 덤,

## 개요
2014년 기준으로 디즈니 드림 급 2척, 디즈니 매직 급 2척, 디즈니 트립 급1척등 총 5척의 유람선을 보유하고 있으며, 주로 플로리다와 바하마에 있는 디즈니 사의 개인 섬인 캐스터웨이 케이 사이의 테마 크루즈 운항을 주된 사업으로 하고 있다. 월트 디즈니 컴퍼니는 독립된 법인격을 가지고 있지만, 월트 디즈니 파크 앤 리조트 부문에 의해 실질적 관리 운영되고 있다.

## 선박 목록
디즈니 트립 급
- 디즈니 디스커버리 (Disney Discovery) (2016년 준공)

디즈니 드림 급
- 디즈니 드림 (Disney Dream) (2010년 준공)
- 디즈니 판타지 (Disney Fantasy) (2012년 준공)

디즈니 매직 급
- 디즈니 매직 (Disney Magic) (1998년 준공)
- 디즈니 원더 (Disney Wonder) (1999년 준공)

Disney Destiny
Disney Treasure (2024)
2028: (Oriental Land Company)</ref>https://www.meretmarine.com/fr/croisieres/meyer-werft-vend-un-paquebot-de-design-disney-au-groupe-japonais-olc</ref>
five more ships untill 2031r